# Patrick Constable
Patrick Constable (* 15. Juli 1995 in Lismore) ist ein ehemaliger australischer Radsportler, der auf die Kurzzeitdisziplinen auf der Bahn spezialisiert war.

## Sportlicher Werdegang
2010 kam Patrick Constable zum Radsport, nachdem er einen Werbeflyer zur Tour Down Under gelesen hatte. 2012 gewann er gemeinsam mit Jai Angsuthasawit und Alex Radzikiewicz die Goldmedaille bei den Ozeanischen Radsportmeisterschaften im Teamsprint der Junioren. Im Jahr darauf wurde das Trio Junioren-Weltmeister im Teamsprint sowie australischen Junioren-Meister.
2014 platzierte sich Constable bei UCI-Wettbewerben sieben Mal unter den Top 10. Im Januar 2016 entschied er den Sprintwettbewerb beim dritten Lauf des Bahnrad-Weltcups in Hongkong für sich und wurde gemeinsam mit Matthew Glaetzer und Jai Angsuthasawit australischer Meister im Teamsprint. Im selben Jahr wurde er die Teilnahme an den Olympischen Spielen in Rio de Janeiro zum Start in Sprint, Keirin und Teamsprint nominiert. Im Teamsprint belegte er gemeinsam mit Matthew Glaetzer und Nathan Hart Rang vier. Im Sprint wurde er Achter, im Keirin schied er nach ersten Runde aus.
2017 errang Patrick Constable den nationalen Meistertitel im Sprint und mit Matthew Glaetzer und Ben Scholl im Teamsprint. Bei den Commonwealth Games 2018 errang er im Teamsprint mit Nathan Hart und Jacob Schmid Bronze. Jeweils Silber im Teamsprint gewann er mit Hart und Schmid bei den Ozeanienmeisterschaften 2017/18 und 2018/19.
2019 wurde Constable positiv auf die Dopingsubstanz Clenbuterol getestet und daraufhin vom Weltradsportverband UCI bis August 2023 gesperrt.

## Erfolge
2012
- Ozeanische Radsportmeisterschaften (Junioren) – Teamsprint (mit Jai Angsuthasawit und Alex Radzikiewicz)

2013
- Junioren-Bahnweltmeisterschaften – Teamsprint (mit Jai Angsuthasawit und Alex Radzikiewicz)
- Australischer Juniorenmeister – Sprint

2016
- 3. Lauf Bahnrad-Weltcup – Sprint
- Australischer Meister – Teamsprint (mit Matthew Glaetzer und Jai Angsuthasawit)

2017
- Australischer Meister – Sprint, Teamsprint (mit Matthew Glaetzer und Ben Scholl)

2017/18
- Ozeanienmeisterschaft – Teamsprint (mit Nathan Hart und Jacob Schmid)

2018
- Commonwealth Games – Teamsprint (mit Nathan Hart und Jacob Schmid)

2018/19
- Ozeanienmeisterschaft – Teamsprint (mit Nathan Hart und Jacob Schmid)